# UTINAM
L’institut UTINAM (acronyme de Univers, Temps-fréquence, Interfaces, Nanostructures, Atmosphère et environnement, Molécules ) est un centre de recherche pluridisciplinaire français placé sous la tutelle conjointe du CNRS et de l’Université de Franche-Comté. Installé à Besançon, cet institut, qui regroupe environ 130 personnes dont une moitié de chercheurs, étudie sur des échelles spatio-temporelles très étendues, la structure et la dynamique de systèmes moléculaires en interaction avec des environnements complexes.  

## Historique
L'institut UTINAM est créé en 2007 par fusion des activités de l'université de Franche-Comté traitant des recherches fondamentales en astrophysique et physique moléculaire et une bonne part des recherches en chimie. Il résulte de la fusion des laboratoires d’Astrophysique, de Physique moléculaire et de Chimie des Matériaux et Interfaces. UTINAM est la devise de la ville de Besançon et signifie Plût à Dieu.

## Organisation
L’Institut UTINAM est une unité mixte de recherche CNRS / Université de Franche-Comté (UMR 6213), Il est rattaché principalement à l’Institut national des sciences de l'Univers (INSU) et, de manière secondaire, aux Instituts de Chimie (INC), de Physique (INP) et d’Écologie et Environnement (INEE). Il regroupe en 2022 environ 130 personnes, dont cinquante-sept chercheurs et enseignants-chercheurs permanents, vingt-cinq personnels d’appui à la recherche (techniciens et ingénieurs permanents) ainsi qu’une quarantaine de personnels non-permanents (doctorants, post-doctorants, ATER, ingénieurs sur contrat). Ses locaux sont répartis sur différents sites du campus de La Bouloie à Besançon, UFR Sciences et Techniques, Observatoire des Sciences de l’Univers THETA (Terre Homme Environnement Temps Astrophysique) et IUT de Chimie.

## Équipes de recherche
L'institut UTINAM comprend outre trois services techniques (grands équipements de chimie, service temps/fréquence et informatique) cinq équipes de recherche  : 
- Matériaux et Surfaces Fonctionnalisés (MSF). Les recherches portent sur deux thématiques : élaboration de molécules et matériaux moléculaires (élaboration de molécules, de complexes organométalliques et de matériaux de type polymères de coordination (CPs et MOFs) obtenus par assemblage macromoléculaire.) et électrochimie et fonctionnalités de surface (modification des surfaces ou des particules afin de leur apporter une fonctionnalité selon l’application recherchée)[3].
- Nanoparticules, Contaminants et Membranes (NCM)?. Les thèmes de recherche portent sur la synthèse et caractérisation de nanoparticules multifonctionnelles pour des applications biomédicales, l'étude des procédés membranaires et de leur utilisation pour la suppression de polluants ioniques et la décontamination de sols par injection de mousses[4].
- Physique théorique et Astrophysique  (PhAs). Les thèmes de recherche portent sur la physique théorique (dynamique,  thermodynamique et  contrôle de systèmes quantiques ouverts) et l'astrophysique (structure, formation et évolution de la Voie lactée dans son ensemble)[5].
- Spectroscopie, Planétologie, Atmosphères, Clathrates et Environnement (SPACE). Les thèmes de recherche portent sur les interfaces gaz-solide dans les atmosphères planétaires, la dynamique et l’analyse physico-chimique des petits corps du système solaire et la spectroscopie des atmosphères planétaires[6].
- Sonochimie et Réactivité des Surfaces (SRS).